# Sung Jae-ki
Sung Jae-ki (coreeană 성재기, hanja 成在基, n. 11 septembrie 1967  — d. 26 iulie 2013) a fost un activist pentru drepturile omului, activist civic și filozof liberal din Coreea de Sud. Este fondatorul organizației Bărbatul Corean(남성연대 男性連帶), numită anterior Asociația Bărbaților Coreeni, 2008 - 2013.
În 1999-2013, el a condus mișcarea anti-feministă din Coreea de Sud și mișcarea de eliberare a sexului masculin(남성 해방 운동). În 2007, el a  fondat Asociația pentru Abolirea Ministerului Femeii sud-corean (여성부폐지운동본부).
În 26 iulie 2013 s-a sinucis, din cauza datoriei de 200 milioane dolari.